# Phare de Cape St. George
Le phare de Cape St. George (en anglais : Cape St. George Light), est un phare situé  sur l'île Saint George, dans le Comté de Franklin en Floride.
Il est inscrit au Registre national des lieux historiques depuis le 10 septembre 1974 sous le n° 74000625.

## Histoire
Le premier phare de l'île St. George a été érigé en 1833 près de la pointe ouest de l'île. Il marquait l’entrée étroite de l' Apalachicola Bay (en), entre les îles St. George et St. Vincent. Apalachicola était à l'époque un important port de coton. La tour mesurait 20 m de haut et contenait 13 lampes avec réflecteurs de 380 mm.
En raison de la courbe convexe de la côte sud de l'île St. George, au sud-est du feu, les navires venant de l'est du golfe ne pouvaient pas la voir facilement. En 1847, le Congrès affecta 8 000 dollars à la construction d’un nouveau phare, à 3,2 km au sud-est du site d’origine. Les matériaux de l'ancienne tour ont été utilisés dans la construction de la nouvelle tour en 1847-1848. Il a été construit sur une fondation de briques peu épaisse. Un ouragan à l’automne de 1850 l’affaiblit et le quatrième ouragan de la saison des ouragans de l’ Atlantique de 1851 renverse la tour en août de la même année. Les phares voisins, le phare de Cape San Blas et le phare de l'île Dog ont été détruits par le même ouragan et Apalachicola a été lourdement endommagé.
Le phare de Cape St. George a été reconstruit de 1851 à 1852, à 230 m de son site précédent. La construction a été accélérée par la récupération et la réutilisation des deux tiers des briques de la tour en ruine. Ce troisième phare de l'île St. George a été érigé sur une fondation de pieux de pin profondément enfoncés dans le sable, avec des murs de ciment hydraulique de 1,20 m d'épaisseur au fond et se rétrécissant à 0,60 mau sommet. Il était éclairé par une lentille de Fresnel de troisième ordre visible jusqu'à 15 milles marins (28 km).
Comme pour les autres phares placés sous le contrôle des Confédérés pendant la guerre de Sécession, l'objectif et les autres composants du phare de Cape St. George ont été retirés à titre protecteur, d'abord à Apalachicola, puis à l'intérieur des terres. Les forces navales de l'Union ont capturé Apalachicola en avril 1862, mais la lumière est restée obscure. L'objectif a été retrouvé à la fin de la guerre et réinstallé. La lentille avait été endommagée, créant un "angle sombre" et avait été remplacée en 1899. Un cyclone tropical a endommagé la tour et les autres bâtiments en 1878.
La source d'énergie a été convertie en huile minérale en 1882 et en vapeur d'huile incandescente en 1913. La lumière a été automatisée en 1949. En 1994, la Garde côtière a retiré la lumière de la salle de la lanterne et mis le phare hors service.
En 1995, l’ouragan Opal a emporté une grande partie du sable autour de la tour, l’a partiellement décalée de ses pieux et l’a fait pivoter, la laissant penchée à environ 10° de la verticale. En 1998, la tour a été endommagée par l'ouragan Georges. La tour a été redressée grâce à des dons locaux et d'État, et une nouvelle fondation a été construite en 2002. Cependant, la base était toujours exposée aux vagues et la nouvelle fondation a commencé à se détériorer. La tour s’est effondrée le 22 octobre 2005.

## Reconstruction
Les volontaires insulaires ont formé la St. George Light Association pour reconstruire le phare sur un site plus protégé. Une entreprise de récupération a récupéré dans l'eau 24.000 des 160.000 briques de la structure et les ont nettoyées. L’Association a obtenu des subventions de 525.000 dollars de sources fédérales et d’États et a reconstruit le phare dans un parc au milieu de l’île St. George. Des entrepreneurs locaux ont fourni des services de construction à des tarifs réduits. Les briques récupérées ont été utilisées dans le revêtement intérieur de la tour conique. En avril 2008, la salle de la lanterne restaurée a été placée au sommet. La reconstruction achevée a été ouverte au public le 29 novembre. Désactivée entre 1994 et 2009, sa lumière a été remise en service en 2009, à titre privée par l'Association.
En août 2011, un musée a ouvert dans une maison de gardien reconstruite à côté du phare. En 2015, une réplique de lentille de Fresnel de troisième ordre a été commandée pour le phare. Le site est ouvert tous les jours ; le musée et la tour sont ouverts tous les jours sauf le jeudi .

## Description
Le phare actuel  est une  tour conique en brique de 21,5 m de haut, avec une galerie circulaire et une lanterne. La tour est blanche et la lanterne et sa galerie est noire.
Il émet, à une hauteur focale de 23 m, un éclat blanc de 0.6 seconde par période de 6 secondes. Sa portée n'est pas connue.

## Caractéristiques dufeu maritime
Fréquence :  6 secondes (W)
- Lumière : 0.6 seconde
- Obscurité : 5.4 secondes

Identifiant : ARLHS : USA-140 ; USCG : 4-0075 ; Admiralty : J3328 .

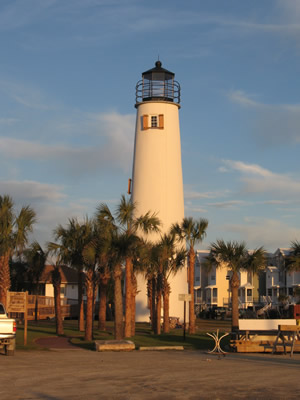
Le phare
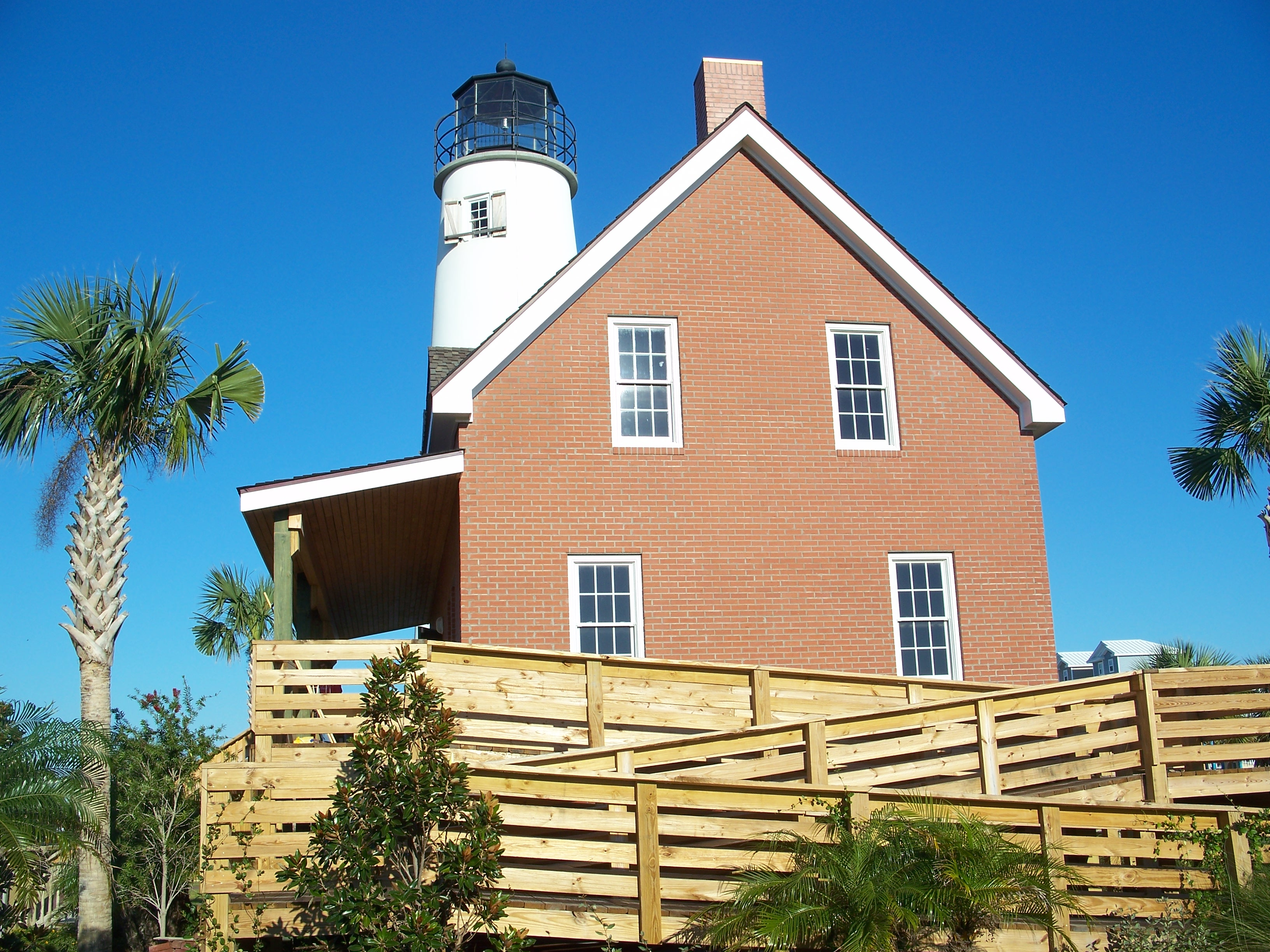
Maison de gardien
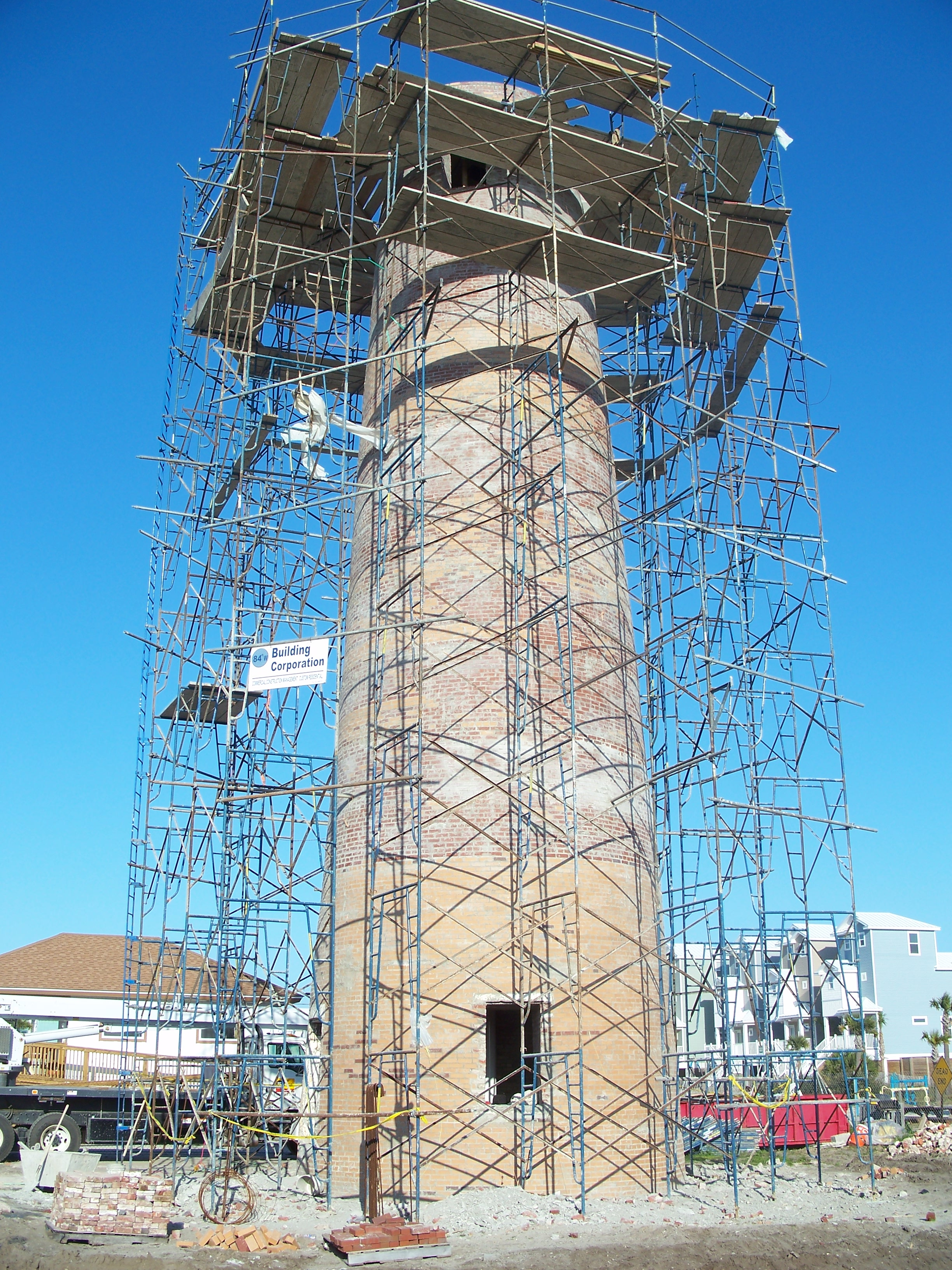
Le  phare en reconstruction

### Lien connexe
- Liste des phares en Floride